# Принцесса цирка (телесериал)
«Принце́сса ци́рка» — российский мелодраматический  телесериал 2008 года. Премьера состоялась 28 января 2008 года на «Первом канале». Российская адаптация мексиканской теленовеллы «Перегрина». Является адаптированной версией оригинальной Венесуэльской теленовеллы «Кассандра».  В 1994—1996 годах на российских телеканалах демонстрировалась венесуэльская версия данной истории Делии Фьяльо — «Кассандра». Производство кинокомпании «ТелеРоман».

## Предыстория
1989 год. Самарск. У местного кардиохирурга
Павла Федотова во время родов умирает дочь от первого брака Марина. Нынешняя жена Павла Виктория решила избавиться от новорожденной дочери Марины, которая в случае смерти Павла станет его полноправной наследницей. Виктория просит своего шофёра Геннадия отдать ребёнка циркачке Раисе. Раиса берёт ребёнка и уезжает с цирком.

## Сюжет
В провинциальный город на гастроли приезжает цирковая труппа. За юной красавицей-гимнасткой Асей ухаживают два брата-близнеца, Ярослав и Святослав. Ярослав влюбляется в неё с первого взгляда, и девушка отвечает взаимностью. Ещё бы, интеллигентный и романтичный Ярик — мужчина её мечты! Но внезапно он вынужден уехать по делам в Англию.
И тогда за Асей приударяет Светик, выдавая себя за брата. Ни один, ни второй брат не подозревают, что тайна рождения девушки связана с их собственным домом. Восемнадцать лет назад Ася родилась именно в этом городе. Она — внучка их отчима, знаменитого кардиолога Павла Федотова. Мать Аси умерла при родах, и Федотов считал, что ребёнка постигла та же участь. На самом деле, стараниями его второй жены Виктории, новорождённую девочку передали циркачке Раисе, которая её и вырастила. Виктория пошла на это преступление ради наследственных интересов своего любимца Святослава. В результате Ася всю свою недолгую пока ещё жизнь провела среди цирковых артистов и сама стала воздушной гимнасткой, настоящей звездой жанра!
В неё влюблен друг детства и напарник по номеру Иван. Иван не собирается уступать девушку никому, даже если для этого ему придётся пожертвовать жизнью самой Аси.
Водитель Федотовых Геннадий видит изображение Аси на афишах, расклеенных по всему городу. Он сообщает Виктории, что «покойная» внучка Павла вернулась. Геннадий — соучастник преступления восемнадцатилетней давности. Но сейчас он намерен шантажировать свою хозяйку. Геннадий — не великого ума мужчина — не понимает, что ради сохранения своей тайны Виктория готова пойти и на убийство.
В дом Федотовых приезжает погостить дальняя родственница Софья. Настоящий интерес её приезда — семейная реликвия, заколка, фибула, передававшаяся по материнской линии. Только Софья знает, что эта скромная безделушка стоит баснословных денег. Фибулу ей найти никак не удаётся, зато Софья узнает о страшном секрете, который хранят Виктория и Геннадий…

## В ролях
- Валерия Ланская — Ася Соколовская / Марина Федотова
- Виталий Емашов — Ярослав Романов / Святослав Романов
- Максим Радугин — Иван Рябинов, жених Аси (в начале сериала), муж Галины (в конце сериала)
- Анна Каменкова — Виктория
- Екатерина Шпица — Маша, возлюбленная Чпока
- Артём Мазунов — клоун Чпок, Серёжа, возлюбленный Маши
- Лариса Баранова — Галина, жена Ивана
- Михаил Коханов — Рустик
- Елена Гольянова — Раиса Соколовская, цирковая артистка, воспитавшая Асю
- Алексей Якубов — Вольдемар, директор труппы
- Наталья Смирнова — буфетчица Алёна
- Алина Сандрацкая — Дина, дочь Анюты и Светика Романова
- Татьяна Лютаева — Софья
- Владимир Андреев — Павел Федотов, дедушка Аси
- Сергей Серов — Геннадий Рыжов, шофер семьи Федотовых, отец Анюты, дедушка Дины
- Родион Юрин — Вениамин
- Сергей Жолобов — Пётр Аркадьевич
- Ирина Цывина — Лера
- Ольга Доброва — Варя
- Алексей Жарков — Алексей Романов, отец Ярика и Светика
- Дмитрий Цурский — следователь
- Илья Жданников — помощник следователя
- Наталья Пярн — игуменья женского монастыря
- Наталья Панова — Анна Рыжова (Анюта), мама Дины, домработница Федотовых
- Евгения Чиркова — Саша, любовница Светика
- Иван Шабалтас — Мальковцев, адвокат
- Сергей Солоницын — Степан, муж Раисы, приемный отец Аси.
- Виктория Верберг — Светлана, мать Маши